# Onthophagus dorsofasciatus
Onthophagus dorsofasciatus är en skalbaggsart som beskrevs av Leon Fairmaire 1893. Onthophagus dorsofasciatus ingår i släktet Onthophagus och familjen bladhorningar. Inga underarter finns listade i Catalogue of Life.